# ユリウス・ブリュートナー

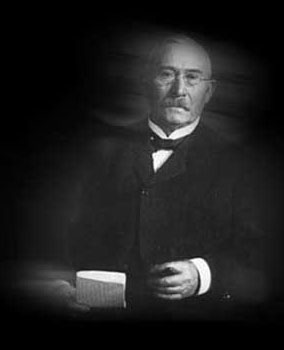
ユリウス・ブリュートナー

ユリウス・ブリュートナー（Julius Bluthner 1824年3月11日-1910年4月15日）は、ドイツのピアノ製造技師であり、ピアノメーカー「ブリュートナー」の創業者である。

## 人物・来歴
1824年、フォルケンハイン(現在のテューリンゲン州・モイゼルヴィッツ)に生まれ、1853年にライプツィヒのピアノ工場でピアノ製作を開始する。
1853年まで、ツァイツのホーリング・アンド・スパンゲンベルク (Holling & Spangenburg) で商業を学び、当時ピアノメーカーとして有名であったアレクサンドル・ブレットシュナイダーの下でピアノ製造技術を学んでいる。
鋭い聴覚の持ち主で整音に関しては右に出るものはいなかったと伝えられている。
1872年にはブリュートナーのピアノの特徴である「アリコートシステム」で特許を取得する。このピアノの高音部には4本の弦（通常は3本弦）が張られており、4本目の弦はハンマーで叩かれず共鳴による倍音のために装備されている。
晩年にはグレッチェルと共著の「ピアノ製作法」という本を書き上げ、サキソニーの王から経済の枢密顧間官という地位を与えられる。
その後も数々の勲章を受け、1910年にライプツィヒで87歳でこの世を去る。
ドイツと日本で活躍したロシア生まれのピアニスト、レオニード・クロイツァーはこのピアノを使用していたアーティストである。